# Píraso
Píraso (en griego, Πύρασος) es el nombre de una antigua ciudad griega de Tesalia, que fue mencionada por Homero en el catálogo de las naves de la Ilíada, donde le da el epíteto de florida y se la califica como recinto sagrado de Deméter. La ciudad formaba parte del territorio gobernado por Protesilao. El gentilicio es pirasios (Πιράσιος).
Estrabón, para quien el nombre por el que conocía la ciudad era Demetrio, dice que tenía un buen puerto; la ubica a dos estadios de un bosque sagrado de Deméter y a veinte estadios de Tebas de Ftiótide.
A principios de la guerra del Peloponeso, fue una de las ciudades de Tesalia que suministró ayuda a los atenienses.
A finales del siglo IV a. C., se unió (sinecismo) con las ciudades vecinas de Fílace y Tebas de Ftiótide. La nueva conurbación tomó el nombre de Tebas de Ftiótide, y se convirtió en la principal ciudad de la Liga Aquea Ftiótide hasta que se unió a la Liga Etolia a finales del siglo III a. C.
Hasta la construcción de Demetrias por los macedonios, fue el principal puerto del golfo Pasagético. Fue destruida en el año 217 a. C. por las tropas de Filipo V de Macedonia y sus restos se localizan en un yacimiento situado cerca de Nea Anjíalos. Los habitantes fueron esclavizados y la ciudad se convirtió en una colonia macedonia.
La única excavación que tuvo lugar en la colina de Magoula, la antigua acrópolis, al sureste de Nea Anjíalos, demuestra que el lugar fue habitado desde el Neolítico temprano (sexto milenio a.  C.) por pescadores y agricultores. Stählin encontró un circuito amurallado cubierto por restos bizantinos cerca de la cima de la colina, y otras murallas similares a los pies. Los restos arqueológicos son escasos y la ciudad es apenas conocida en tiempos históricos. Un brazo de una estatua de gran tamaño, que salió a la luz en 1965, se atribuyó a Deméter. Posiblemente el hallazgo más importante sea un pequeño fragmento de un antiguo epígrafe, descubierto en los restos de la gran Basílica D con el nombre Píraso, que confirma la localización de la ciudad.